# Il testamento (brano musicale)
Il testamento è una canzone composta dal cantautore italiano Fabrizio De André. Fu pubblicata come singolo, la prima volta nel 1963, con l'arrangiamento musicale di Giampiero Boneschi, come lato A, nel 45 giri Il testamento/La ballata del Miché.

## Il testo e l'ispirazione
Il testo è ironico: l'autore scherza sulla morte e mette a nudo alcune ipocrisie. Un anonimo personaggio immagina di lasciare in testamento, in punto di morte, a ciascuno degli artefici del girotondo intorno al letto di un moribondo, quello che si meritano, dopo averli pregati di non maledirlo in quanto andrà comunque all'inferno. Gli ereditieri sono una vecchia contessa che dorme nel letto del morto speranzosa che esso le comunichi in sogno i numeri del lotto, a cui il defunto non vede l'ora di rivelarli sbagliati, e i protettori delle battone, a cui lascia un impiego da ragionieri ed il compito di informare la popolazione sulla rendita settimanale di una prostituta. Il defunto fa anche gli auguri all'eventuale futuro marito di Bianca Maria, una donna dai facili costumi: con tanti auguri per chi ci è caduto di conservarsi felice e cornuto. Premia poi il becchino che lo seppellirà, il cui lavoro è in genere considerato poco nobile e disprezzato, consegnandogli una vanga d'oro, e infine alla donna che lo ama lascia i migliori versi. 
 L'ultimo personaggio a cui il defunto si rivolge è la donna che fu più contesa ma che non si dava a tutti ed ora, rimasta sola, vive di rimpianti. Nella strofa finale c'è una riflessione rivolta a coloro che rimangono ancora in vita:
L'argomento era stato riproposto dal cantautore francese Georges Brassens che nel 1955 aveva musicato alcuni versi del testo quattrocentesco di François Villon Le testament (1461). Nel 1961 Jacques Brel aveva inciso Le Moribond, De André prende diversi spunti dal testo dell'autore belga.

## Singolo del 1968
Il brano fu riproposto nel 1968, in un nuovo 45 giri insieme a Carlo Martello ritorna dalla battaglia di Poitiers, in nuova versione rispetto alla precedente del 1963, mai ripubblicata altrove. Presenta qualche modifica nel testo: rivelarglieli tutti sbagliati invece dell'originale riferirglieli tutti sbagliati, e sorella Morte, lasciami il tempo invece di sorella Morte, datemi il tempo.
Lo stesso anno ne venne incisa una terza versione per l'album Volume 3º che conserva questi cambiamenti del testo, ma viene eseguita con un tempo più veloce.